# Clàudia Miret i Molins
Clàudia Miret i Molins (Vilanova i la Geltrú, Garraf, 16 de febrer de 1993) és una jugadora d'hoquei sobre patins catalana.
Va iniciar-se a l'hoquei sobre patins al col·legi Samà de Vilanova i després va jugar al Club Patí Vilanova, amb el qual va aconseguir la Copa de la Reina de 2009. Amb la selecció catalana va ser tres vegades campiona d'Espanya sub-18, i amb la selecció espanyola, va proclamar-se campiona d'Europa sub-18 en tres ocasions (2007, 2008 i 2010), sub-19 (2009) i sub-20 (2010).